# Écly
Écly é uma comuna francesa na região administrativa de Grande Leste, no departamento Ardenas. Estende-se por uma área de 9,55 km². Em 2010 a comuna tinha 178 habitantes (densidade: 18,6 hab./km²).